# Friedrich Meschede
Friedrich Meschede (* 5. Oktober 1955 in Lippstadt) ist ein deutscher Kunsthistoriker und Kurator für zeitgenössische Kunst.

## Leben
Friedrich Meschede studierte Theologie, Geschichte und Kunstgeschichte an der Julius-Maximilians-Universität Würzburg und Westfälische Wilhelms-Universität Münster, wo er über den Bildhauer Ulrich Rückriem promovierte und als wissenschaftlicher Mitarbeiter wirkte. Von 1989 bis 1992 war er in der Nachfolge von Thomas Deeke und Marianne Stockebrand Geschäftsführer des Westfälischen Kunstvereins, Münster; von 1992 bis 2008 Leiter des internationalen Künstlerprogramms des DAAD in Berlin und von 2008 bis 2011 Leiter zeitgenössischer Ausstellungen im Museu d’Art Contemporani, Barcelona; anschließend von 2011 bis 2019 Direktor der Kunsthalle Bielefeld.
Er ist Mitglied der unabhängigen Kunstkommission der Bundeskunstsammlung.